# Tudhalias el Jove
Tudhalias el Jove va ser pretesament un príncep hitita del que no se'n sap quasi res, i ni tan sols hi ha acord sobre si va existir.
Les Llistes reials, en realitat uns fragments que es conserven sobre rituals on s'explicaven les ofrenes i els ritus que se celebraven en honor dels reis i les reines mortes, donen l'ordre en què van governar diversos reis hitites. Després d'Huzziyas II, Tudhalias II amb la reina Nikalmati, seguit d'Arnuwandas I amb la reina Asmunikal, i més tard Hattusilis II, Tudhalias III i Subiluliuma I. També es conserven una sèrie de documents sobre donacions de terres, on apareix un Arnuwandas associat a un Tudhalias que portava el títol de tuhkanti, paraula que se suposa que vol dir "hereu designat". També es conserva una oració per demanar la curació d'una pesta, de Mursilis II on es parla d'un Tudhalias anomenat "el Jove", possiblement fill de Tudhalias III, a qui Subiluliuma va privar dels seus drets i fins i tot de la vida. No es coneix res més d'aquest personatge, ni si va arribar a regnar.
Pel que sembla, Subiluliuma va creure que ell era el més indicat per substituir el seu pare, ja que l'havia acompanyat a totes les batalles. El seu fill, Mursilis II, explica que Tudhalias el Jove va ser nomenat senyor del País de Hatti, i els homes principals d'Hattusa, els caps, els comandants militars, els nobles, tota la infanteria i la cavalleria li van jurar lleialtat. Però Subiluliuma es va aixecar contra Tudhalias, que va sortir d'Hattusa, i llavors els homes principals van prestar jurament a Subiluliuma. Els conspiradors van fer presoner Tudhalias i el van matar.